# Edith Gufler
Edith Gufler (Merano, 6 agosto 1962) è un'ex tiratrice a segno italiana, vicecampionessa olimpica nella carabina 10 metri ad aria compressa a Los Angeles 1984.

## Carriera
La conquista di questa medaglia d'argento fu l'unico successo internazionale di prestigio. Dopo i Giochi di Los Angeles era la numero uno in Italia: fu campionessa italiana e due volte primatista italiana nella specialità.
Non fu chiamata a partecipare per i colori azzurri ai Giochi Olimpici di Seul 1988: una concausa per l'esclusione fu un rapporto litigioso pluriennale coll'allora funzionario della federazione Antonio Orati. Edith Gufler si ritirò a soli 26 anni.

## Biografia
Oggi Edith Gufler vive a Merano con la sua famiglia.